# 贺兰楚石
贺兰楚石（?—?），唐朝初年人物，吏部尚书侯君集的女婿，官居东宫府千牛。太子李承知道侯君集因为对征高昌後下狱之事有积怨，便让贺兰楚石带侯君集到东宫，向他询问自我保全的策略，侯君集以为太子愚昧，可以利用，于是就劝太子谋反。太子谋反事情败露，侯君集下狱，贺兰楚石至宫阙告发，唐太宗亲自审问侯君集，侯君集起初不认罪。唐太宗召见贺兰楚石详细陈述事情的原委，又拿出他与太子来往的书信给他看，侯君集只得服罪。